# Déméter de Cnide
La Déméter de Cnide est une sculpture grecque grandeur nature qui a été découverte dans le port de Cnide, dans le sud-ouest de l'Asie Mineure (Turquie actuelle). Faisant maintenant partie de la collection du British Museum, il s'agit d'un exemple impressionnant de sculpture hellénistique datant d'environ 350 ans av. J.C. ,,

## Description
La statue est en marbre et, dans sa position assise, mesure environ 1,50 mètre de hauteur. La déesse est assise sur un trône et, alors que certaines parties de la sculpture sont en excellent état, le dos et les bras du trône, ainsi que ses avant-bras et ses mains, sculptées séparément, sont manquantes. La tête était également sculptée indépendamment du corps et fixée au cou. Déméter est dépeinte de manière sereine et intemporelle, dévoilant son rôle maternel dans le panthéon grec des dieux . 

## Sanctuaire de Déméter
Déméter était la déesse de la fertilité qui a créé la récolte, le grain et les autres cultures ainsi que le cercle des saisons. À Cnide, elle était vénérée avec Hadès et les autres divinités des Enfers, comme sa fille mythique, Perséphone. Le sanctuaire de Déméter à Cnide a été aménagé en 350 avant J.C., lorsque la ville a été rétablie. Le sanctuaire consistait en une longue terrasse construite à côté d'une acropole, surplombant la ville et le paysage marin en contrebas. De nombreuses sculptures votives ont été déposées dans le sanctuaire. La plupart d'entre elles ont été découvertes par fragments, mais la statue de la divine Déméter reste relativement intacte. 

## Découverte
La Déméter de Cnide a été découverte par l'archéologue britannique Sir Charles Thomas Newton en 1857-58  et a été envoyée presque immédiatement à Londres pour faire partie de la collection grecque et romaine antique du British Museum. 